# Sandokan, storia di camorra
Sandokan, storia di camorra è un romanzo di Nanni Balestrini pubblicato presso Einaudi nel 2004.

## Trama
Il romanzo racconta le vicende, narrate in prima persona, di un ragazzo che racconta la sua infanzia e giovinezza a Casal di Principe, paese della provincia di Caserta dove nel corso degli anni settanta e ottanta si afferma un cartello camorristico che prende il posto della Nuova Camorra Organizzata di Raffaele Cutolo.
Il libro si apre con la cattura di Francesco Schiavone detto Sandokan, boss dei casalesi, da parte delle forze dell'ordine, avvenuto l'11 luglio 1998, e ripercorre l'intera ascesa della cosca criminale guidata prima da Antonio Bardellino, poi da Mario Iovine e infine dallo stesso Francesco Schiavone. Il punto di vista del racconto è quello di un ragazzo che rifiuta di aderire al cartello camorristico ma vede attorno a sé l'accettazione, da parte dei suoi coetanei, del clan emergente come rivalsa nei confronti degli altri gruppi criminali della zona, del sottosviluppo economico del paese e di uno stato completamente assente.
La realtà mafiosa viene quindi descritta come fatto quotidiano che si inserisce all'interno di una mentalità di familismo, clientelismo e illegalità diffusa che coinvolge ogni ambito sociale.

## Linguaggio
Come in altri romanzi di Balestrini, i paragrafi del libro sono privi di punteggiatura nell'intento di riportare la narrazione orale del protagonista.

## Edizioni
- Nanni Balestrini, Sandokan, storia di camorra, Einaudi, 2004, ISBN 88-06-16892-4.
- Nanni Balestrini, Sandokan, storia di camorra, prefazione di Roberto Saviano, DeriveApprodi, 2009, ISBN 978-88-89969-30-4.